# Russificação da Finlândia

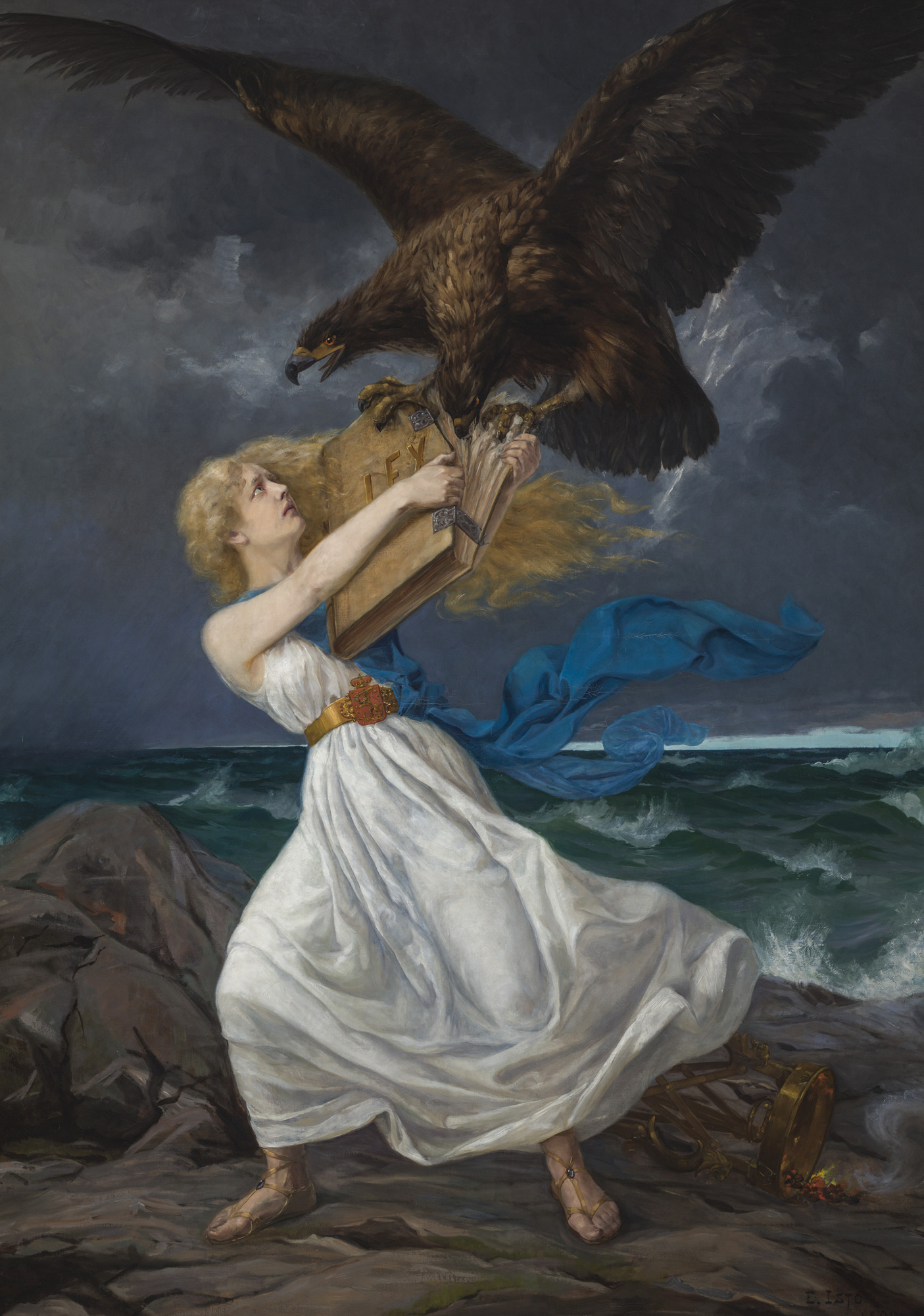
O quadro Ataque (1899), de Edvard Isto, simboliza a Russificação.

A Russificação da Finlândia (1899-1905, 1908-1917, sortokaudet/sortovuodet (tempos/anos de opressão) em finlandês) foi uma política governamental do Império Russo objetivando o término da autonomia do Grão-Ducado da Finlândia. Foi parte de uma política maior de Russificação perseguida pelos governos russos do final do século XIX e início do século XX, os quais tentaram abolir a autonomia cultural e administrativa das minorias não russas dentro do império. A política incluía as seguintes medidas:
- O Manifesto de Fevereiro de 1899 foi um decreto pelo Czar Nicolau II que tratava do direito do governo imperial de subjugar a Finlândia sem o consentimento dos corpos legislativos locais.
- O Manifesto da Língua de 1900 foi um decreto do Czar Nicolau II que fez do russo a língua de estado da Finlândia.
- A lei de conscrição foi assinada pelo Czar Nicolau II em Julho de 1901 e incorporava o exército do Grão-Ducado da Finlândia ao exército imperial.